# Симла (Колорадо)
Симла (енгл. Simla) град је у америчкој савезној држави Колорадо.

## Демографија
По попису из 2010. године број становника је 618, што је 45 (-6,8%) становника мање него 2000. године.
| Група             | 2000.       | 2010.       |
| Белци             | 617 (93,1%) | 573 (92,7%) |
| Афроамериканци    | 3 (0,5%)    | 0 (0,0%)    |
| Азијати           | 2 (0,3%)    | 1 (0,2%)    |
| Хиспаноамериканци | 24 (3,6%)   | 30 (4,9%)   |
| Укупно            | 663         | 618         |